# Секреты (фильм, 2007)
«Секреты» (ивр. הסודות‎) — фильм 2007 года режиссёра Ави Нешера.

## Сюжет
У Ноэми умирает мать. Отец, почтенный раввин, приверженец ортодоксального иудаизма, намечает женитьбу дочери и своего ученика. Но Ноэми не хочет замуж, она просит отца послать её на учёбу, изучать Тору и Талмуд. Отец сдаётся под убеждённостью дочери, и скоро Ноэми оказывается в Цфате, в женской религиозной школе. Там она знакомится с Мишель — независимой девушкой из Франции, посланной в школу родителями. Абсолютно непохожие друг на друга, девушки сближаются, когда им поручают помогать Анук, таинственной француженке. Они узнают, что Анук была осуждена за убийство, и она тяжело больна. Сочувствуя ей, подруги решают облегчить её страдания с помощью каббалистических обрядов. В тайне ото всех они проводят сеансы отпущения грехов для Анук под руководством опытной Ноэми. Об этом скоро становится известно, и девушкам сильно попадает. Но даже под страхом ещё большего наказания Ноэми и Мишель не желают бросать Анук. Они остаются с ней до самой смерти. Судьба Анук сильно сближает девушек, они становятся близкими подругами, и однажды переступают запретную черту в отношениях, отдавшись чувствам друг к другу. Серьёзная Ноэми строит планы дальнейшей жизни, она мечтает, что будет вместе с Мишель. Но Мишель хочет иметь традиционную семью и собирается выйти замуж за знакомого клезмера. Сердце Ноэми разбито. Она с трудом находит в себе силы прийти на свадьбу к любимой.

## Актёрский состав
| В ролях        |  | Персонаж   |
| -------------- |  | ---------- |
| Аня Букштейн   |  | Ноэми      |
| Мишаль Штамлер |  | Мишель     |
| Фанни Ардан    |  | Анук       |
| Адир Миллер    |  | Янки       |
| Гури Альфи     |  | Михаэль    |
| Сефи Ривлин    |  | Раввин Хес |